# Lijst van windmolens in West-Vlaanderen
Dit is een lijst van windmolens in de provincie West-Vlaanderen.
| Naam                        | Plaats               | Gemeente              | Provincie       | Type molen                             | Functie                                        | Maalvaardigheid   | Monument-status | Bezoekmogelijkheid | Foto                  |
| --------------------------- | -------------------- | --------------------- | --------------- | -------------------------------------- | ---------------------------------------------- | ----------------- | --------------- | --- | --------------------- |
| Bergmolen                   | Tiegem               | Anzegem               | West-Vlaanderen | Grondzeiler                            | Korenmolen                                     | Maalvaardig       | M               | Niet toegankelijk | Bergmolen             |
| Beukelaremolen              | Merkem               | Houthulst             | West-Vlaanderen | Staakmolen                             | Korenmolen                                     | Maalvaardig       | M               | incidenteel en na afspraak |                       |
| Blauwe Molen                | Bikschote            | Langemark-Poelkapelle | West-Vlaanderen | Staakmolen                             | Korenmolen                                     | in restauratie    | M               | Vanaf juli 2010, op zondagnamiddagen |                       |
| Boerenmolen                 | Snellegem            | Jabbeke               | West-Vlaanderen | Stellingmolen, Watermolen              | Korenmolen (windmolen), Oliemolen (watermolen) | Romp en molenhuis | M               | Niet toegankelijk |                       |
| Bonne-Chièremolen           | Brugge               | Brugge                | West-Vlaanderen | Staakmolen                             | Korenmolen                                     | Niet-draaivaardig | M               | Niet toegankelijk |                       |
| Bosmolen                    | Knokke               | Knokke-Heist          | West-Vlaanderen | Staakmolen op torenkot                 | Korenmolen                                     | Draaivaardig      | Niet beschermd  | Niet toegankelijk |                       |
| Briekenmolen                | Wervik               | Wervik                | West-Vlaanderen | Stellingmolen                          | Koren- en oliemolen                            | Maalvaardig       | M               | Na afspraak |                       |
| Brouckmolen                 | Beveren-aan-de-IJzer | Alveringem            | West-Vlaanderen | Grondzeiler                            | Korenmolen                                     | Maalvaardig       | M               | Meestal op zaterdag en op molendagen, 14.00 - 18.00 uur |                       |
| Callantmolen                | Ramskapelle          | Knokke-Heist          | West-Vlaanderen | Grondzeiler                            | Korenmolen                                     | Maalvaardig       | M, DSG          | Meestal tijdens de weekends |                       |
| Ter Claere                  | Sint-Denijs          | Zwevegem              | West-Vlaanderen | Grondzeiler                            | Korenmolen                                     | Maalvaardig       | M               | Na afspraak |                       |
| Couchezmolen                | Zarren               | Kortemark             | West-Vlaanderen | Stellingmolen                          | Korenmolen                                     | Maalvaardig       | M               | Molenmuseum: van april t/m september: elke zondag, 14-18 u. |                       |
| Molentje Decroos            | Eggewaartskapelle    | Veurne                | West-Vlaanderen | Staakmolen                             | Korenmolen                                     | Maalvaardig       | M, DSG          | Enkel voor groepen op afspraak. |                       |
| Delmerensmolen              | Aarsele              | Tielt                 | West-Vlaanderen | Bergmolen                              | Korenmolen                                     | Romp              | M               | Niet toegankelijk |                       |
| De Meestersmolen            | Oostvleteren         | Vleteren              | West-Vlaanderen | Staakmolen                             | Korenmolen                                     | Maalvaardig       | M               | Van maart t/m oktober: elke derde zondag, 14 u 30-18u. en op molendagen |                       |
| Doornmolen                  | Ingelmunster         | Ingelmunster          | West-Vlaanderen | Stellingmolen                          | Koren- en oliemolen                            | Romp              | Niet beschermd  | Op aanvraag |                       |
| Dorpsmolen                  | Oostkerke            | Damme                 | West-Vlaanderen | Grondzeiler                            | Korenmolen                                     | Maalvaardig       | M               | Van 1 april tot 30 september: elke eerste zondag van de maand: 14-18 u. en op molendagen |                       |
| Duiveltje der Nachten       | Veurne               | Veurne                | West-Vlaanderen | Staakmolen                             | Korenmolen                                     | Maalvaardig       | Niet beschermd  | Tijdens de openingsuren van het Bakkerijmuseum |                       |
| Geersensmolen               | Klemskerke           | De Haan               | West-Vlaanderen | Staakmolen                             | Korenmolen                                     | in restauratie    | M               | Na de restauratie |                       |
| Ter Geest en Te Zande       | Deerlijk             | Deerlijk              | West-Vlaanderen | Stellingmolen                          | Koren- en oliemolen                            | Maalvaardig       | M               | Op afspraak |                       |
| De Goede Hoop               | Menen                | Menen                 | West-Vlaanderen | Stellingmolen                          | Korenmolen                                     | Maalvaardig       | M               | Elke zondag van Pasen tot 15 september van 14 tot 17.30 uur |                       |
| Goethalsmolen               | Wakken               | Dentergem             | West-Vlaanderen | stenen molen                           |                                                |                   |                 | |                       |
| Grijspeerdmolen             | Gits                 | Hooglede              | West-Vlaanderen | Staakmolen                             | Korenmolen                                     | Maalvaardig       | M               | Elke tweede zondag van april t.e.m. september van 14 tot 17 uur en op afspraak |                       |
| De Grote Macht              | Moorsele             | Wevelgem              | West-Vlaanderen | Stellingmolen                          | Koren- en oliemolen                            | Draaivaardig      | M, DSG          | Iedere 2e en 4e zaterdag van mei t/m september, van 14 tot 17 uur |                       |
| Herentmolen                 | Meulebeke            | Meulebeke             | West-Vlaanderen | Staakmolen op torenkot                 | Korenmolen                                     | Maalvaardig       | M               | Op afspraak |                       |
| Hoekemolen                  | Hoeke                | Damme                 | West-Vlaanderen | Grondzeiler                            | Korenmolen                                     | Maalvaardig       | M, DSG          | Elke 1ste en 3de zondag van de maand, 10 - 12 uur |                       |
| Hoogmolen                   | Aalbeke              | Kortrijk              | West-Vlaanderen | Staakmolen                             | Korenmolen                                     | Maalvaardig       | M               | Elke 2de zondag van april t.e.m. sept., behalve in augustus en op molendagen |                       |
| Hostensmolen (Ruiselede)    | Ruiselede            | Ruiselede             | West-Vlaanderen | Stellingmolen                          | Korenmolen                                     | Maalvaardig       | M               | Elke 1e zondag van de maand (uitgezonderd op feestdagen) van 13 tot 16 u.; op molendagen |                       |
| Hostensmolen (Machelen)     | Machelen             | Zulte                 | Oost-Vlaanderen | Stellingmolen                          | Koren- en oliemolen                            | Romp              | M               | Niet toegankelijk |                       |
| Hovaeremolen                | Koekelare            | Koekelare             | West-Vlaanderen | Bergmolen                              | Oliemolen                                      | Maalvaardig       | M               | Elke 1ste en 3de zondag van de maand van 1 mei tot 30 september van 14 tot 18 uur en na afspraak |                       |
| Hubertmolen                 | Wenduine             | De Haan               | West-Vlaanderen | Staakmolen met gesloten voet           | Korenmolen                                     | Maalvaardig       | M, L            | Van mei tot september, elke 2de zondag van de maand, 14-18 uur; molen- en monumentendagen |                       |
| Kalfmolen                   | Knokke               | Knokke-Heist          | West-Vlaanderen | Staakmolen                             | Korenmolen                                     | Niet-draaivaardig | M, DSG          | Na afspraak |                       |
| Kazandmolen                 | Rumbeke              | Roeselare             | West-Vlaanderen | Stellingmolen                          | Korenmolen                                     | Maalvaardig       | M               | Na afspraak |                       |
| Klockemolen of Stenen Molen | Zwevegem             | Zwevegem              | West-Vlaanderen | Stellingmolen                          | Korenmolen                                     | Niet-draaivaardig | M               | Enkel voor groepen na afspraak |                       |
| Knokmolen                   | Ruiselede            | Ruiselede             | West-Vlaanderen | Stellingmolen                          | Korenmolen                                     | Maalvaardig       | M               | Meestal op zaterdagnamiddag; op afspraak |                       |
| Koeleweimolen               | Brugge               | Brugge                | West-Vlaanderen | Staakmolen                             | Korenmolen                                     | Maalvaardig       | M               | Open in juli en augustus, van dinsdag tot zondag van 9.30 tot 12.30 uur en van 13.30 tot 17.00 uur |                       |
| Koutermolen                 | Harelbeke            | Harelbeke             | West-Vlaanderen | Staakmolen                             | Korenmolen                                     | Maalvaardig       | M               | Paas- en Pinksterweekend 14-18 u.; juni en sept.: za. en zo., 14-18 u.; juli en augustus: dagelijks, 14-18 u.                                                                                                   |                       |
| Koutermolen                 | Kortemark            | Kortemark             | West-Vlaanderen | Staakmolen op torenkot                 | Korenmolen                                     | Niet-draaivaardig | M               | Op molendagen en na afspraak |                       |
| Kruisekemolen / Ma Campagne | Wervik               | Wervik                | West-Vlaanderen | Staakmolen                             | Korenmolen                                     | Maalvaardig       | M               | Op afspraak | Kruisekemolen         |
| Kruiskalsijdemolen          | Leke                 | Diksmuide             | West-Vlaanderen | Stellingmolen                          | Koren- en oliemolen                            | Romp              | M, DSG          | Behorend bij Feestzaal-Vakantiewoning Ter Molen | Kruiskalsijdemolen    |
| Kruisstraatmolen            | Werken               | Kortemark             | West-Vlaanderen | Staakmolen                             | Korenmolen                                     | Maalvaardig       | M, DSG          | Elke eerste zondag van april tot en met september van 14 tot 18 uur; op molendagen |                       |
| Landergemmolen              | Anzegem              | Anzegem               | West-Vlaanderen | Staakmolen                             | Korenmolen                                     | Draaivaardig      | M               | Op aanvraag |                       |
| Lijstermolen                | Westouter            | Heuvelland            | West-Vlaanderen | Staakmolen                             | Korenmolen                                     | in restauratie    | M, DSG          | Op aanvraag |                       |
| Machuutmolen                | Pollinkhove          | Lo-Reninge            | West-Vlaanderen | Grondzeiler                            | Korenmolen                                     | Niet-draaivaardig | M               | Niet te bezoeken |                       |
| Markeymolen                 | Pollinkhove          | Lo-Reninge            | West-Vlaanderen | Staakmolen                             | Korenmolen                                     | Maalvaardig       | M               | Elke zondag in juli en augustus van 15 tot 19 uur; op molendagen | Markeymolen           |
| De Meerlaan                 | Gistel               | Gistel                | West-Vlaanderen | Staakmolen op hoog gemetseld onderstel | Korenmolen, pelmolen en windturbine            | Niet-draaivaardig | M, DSG          | Niet te bezoeken |                       |
| Mevrouwmolen                | Kanegem              | Tielt                 | West-Vlaanderen | Stellingmolen                          | Korenmolen                                     | maalvaardig       | M               | Niet te bezoeken |                       |
| Molen Siska                 | Oosthoek             | Knokke-Heist          | West-Vlaanderen | Grondzeiler                            | Korenmolen                                     | Romp              | M               | Niet te bezoeken |                       |
| Mortiers Molen              | Zwevegem             | Zwevegem              | West-Vlaanderen | Staakmolen                             | Korenmolen                                     | Maalvaardig       | M               | Op afspraak, op lokale feestdagen | Mortiers Molen        |
| Muizelmolen                 | Hulste               | Harelbeke             | West-Vlaanderen | Stellingmolen                          | Korenmolen                                     | Maalvaardig       | M               | Op molendagen en na afspraak |                       |
| De Nieuwe Papegaai          | Brugge               | Brugge                | West-Vlaanderen | Staakmolen                             | Oliemolen                                      | Draaivaardig      | M               | Niet toegankelijk | De Nieuwe Papegaai    |
| Oostmolen                   | Gistel               | Gistel                | West-Vlaanderen | Staakmolen op torenkot                 | Koren- en oliemolen                            | Maalvaardig       | M, DSG          | Molensite met bezoekerscentrum van april tot en met oktober: elke zondag 14-18 u.; paas- en zomervakantie: elke dag 13.30 tot 18 u.                                                                             | Oostmolen             |
| Oude Zeedijkmolen           | Avekapelle           | Veurne                | West-Vlaanderen | Staakmolen                             | Korenmolen                                     | Maalvaardig       | M               | Op afspraak |                       |
| Pompmolen Casier            | Waregem              | Waregem               | West-Vlaanderen |                                        |                                                |                   | M               | openbaar |                       |
| Platsemolen                 | Zedelgem             | Zedelgem              | West-Vlaanderen | Bergmolen                              | Korenmolen                                     | Romp              | M               | Op afspraak |                       |
| Poldermolen (Meetkerke)     | Meetkerke            | Zuienkerke            | West-Vlaanderen | Grondzeiler                            | Poldermolen met scheprad                       | Draaivaardig      | M               | | Poldermolen Meetkerke |
| Poelbergmolen               | Tielt                | Tielt                 | West-Vlaanderen | Staakmolen                             | Korenmolen                                     | Maalvaardig       | M, DSG          | Meestal op zondag, 14-17 u. en na afspraak | Poelbergmolen         |
| Preetjes Molen              | Heule                | Kortrijk              | West-Vlaanderen | Staakmolen op torenkot                 | Vlaszwingelmolen                               | Maalvaardig       | M, DSG          | Op molendagen en na afspraak | Preetjes Molen        |
| Rysselendemolen             | Ardooie              | Ardooie               | West-Vlaanderen | Bergmolen                              | Korenmolen                                     | Draaivaardig      | M               | Dagelijks toegankelijk (van 11 tot 22 uur) |                       |
| Schellemolen                | Damme                | Damme                 | West-Vlaanderen | Bergmolen                              | Koren- en oliemolen                            | Maalvaardig       | DSG             | Paasweekend en van 1 april t.e.m. 30 sept.: elke zater-, zondag en wettelijke feestdag van 9.30 tot 12.30 en van 13 tot 18 uur.                                                                                 |                       |
| Sint-Janshuismolen          | Brugge               | Brugge                | West-Vlaanderen | Staakmolen                             | Korenmolen                                     | Maalvaardig       | M, L            | Open van 1 mei t.e.m. 30 september, van dinsdag tot zondag, van 9.30 tot 12.30 uur en van 13.30 tot 17.00 uur (tickets tot een half uur voor sluiting); in april enkel tijdens het weekend; groepen na afspraak |                       |
| Sint-Karelsmolen            | De Moeren            | Veurne                | West-Vlaanderen | Grondzeiler                            | Poldermolen                                    | Niet-draaivaardig | M, L            | Enkel voor groepen na afspraak. |                       |
| Stalijzermolen              | Leisele              | Alveringem            | West-Vlaanderen | Staakmolen                             | Korenmolen                                     | Maalvaardig       | M               | Elke zondag 13 tot 18 uur, op molen- en monumentendagen |                       |
| Steenakkermolen             | Sint-Juliaan         | Langemark-Poelkapelle | West-Vlaanderen | Staakmolen                             | Korenmolen                                     | Maalvaardig       | M               | Elke 1ste zondag van de maand (bij voldoende wind), 14-17 u.; groepen na afspraak |                       |
| Molen van Stene             | Stene                | Oostende              | West-Vlaanderen | Bergmolen                              | Korenmolen                                     | Romp              | DSG             | Op aanvraag en tijdens tentoonstellingen | Molen van Stene       |
| Stokerijmolen               | Kuurne               | Kuurne                | West-Vlaanderen | Staakmolen                             | Korenmolen                                     | Niet-draaivaardig | M               | Bij aanwezigheid van een van de molenaars van mei t.e.m. september; op molendagen | Stokerijmolen         |
| Tombeelmolen                | Outrijve             | Avelgem               | West-Vlaanderen | Bergmolen                              | Korenmolen                                     | Maalvaardig       | M, DSG          | Elke 1ste en laatste zondag van april t.e.m. okt., 14u30-17u30, en na afspraak | Tombeelmolen          |
| Vanbutselesmolen            | Wevelgem             | Wevelgem              | West-Vlaanderen | Stellingmolen                          | Korenmolen                                     | niet draaivaardig | M               | Van mei t.e.m. sept.: eke 2de en 4de zondag, 14-17 u.; groepen na afspraak | Vanbutseles Molen     |
| Vannestes Molen             | Marke                | Kortrijk              | West-Vlaanderen | Stellingmolen                          | Koren- en oliemolen                            | Niet-draaivaardig | M, DSG          | Open van 1ste zondag van april tot 2de zondag van september van 14.00 tot 17.30 uur, gesloten op vrijdag en zaterdag                                                                                            |                       |
| Vermeulens molen            | Elverdinge           | Ieper                 | West-Vlaanderen | Stellingmolen                          | Korenmolen                                     | Romp              | M, L            | Op afspraak | Vermeulens molen      |
| Vredesmolen                 | Klerken              | Houthulst             | West-Vlaanderen | Stellingmolen                          | Korenmolen                                     | Ruïne             | M, DSG          | Na de restauratie |                       |
| Witte molen                 | Roksem               | Oudenburg             | West-Vlaanderen | Bergmolen                              | Koren- en oliemolen                            | Maalvaardig       | M               | Op vele zondagnamiddagen, molen en monumentendagen |                       |
| Wullepitmolen               | Zarren               | Kortemark             | West-Vlaanderen | Staakmolen                             | Korenmolen                                     | Maalvaardig       | M               | Elke eerste zondag van april t/m september, 14-18 u., op molendagen. | Wullepitmolen         |
| Zandbergmolen               | Ingelmunster         | Ingelmunster          | West-Vlaanderen | Stellingmolen                          | Korenmolen                                     | Romp (ged.)       | Niet beschermd  | Niet toegankelijk |                       |
| Zandwegemolen               | Brugge-Sint-Pieters  | Brugge                | West-Vlaanderen | Stellingmolen                          | Korenmolen                                     | Maalvaardig       | M               | Elke zondag geleide bezoeken via de aanpalende herberg om 15 en 17 uur. |                       |
| Zuid-Abdijmolen             | Koksijde             | Koksijde              | West-Vlaanderen | Staakmolen                             | Korenmolen                                     | Maalvaardig       | M               | Van 1 april t.e.m. 30 september: elke werkdag van 10.30 tot 12 uur en van 15.30 tot 17 uur; op zaterdag van 10.30 tot 12 uur; op zondag gesloten                                                                |                       |